# ウエップシステム
株式会社ウエップシステム（UEP SYSTEMS,INC.）は、かつて東京都新宿区に存在したゲームソフト会社。代表作はスノーボードゲーム『クールボーダーズ』シリーズなど。パソコン周辺機器やプライズマシン用景品の製造も行っていた。
2000年11月27日、東京地方裁判所に民事再生手続きを申請したが、2001年7月9日に破産宣告を受け倒産した。

## 主なゲーム
- クールボーダーズ（英語版）（1996年8月30日、PS）
- クールボーダーズ2 Killing Session（英語版）（1997年8月28日、PS）
- クールボーダーズ3（英語版）（1998年11月26日、PS）
- クールボーダーズ ARCADE JAM（1999年1月、AC） - 販売はテクモ
- ライジング ザン ザ・サムライガンマン（1999年3月25日、PS）
- クールボーダーズ BURRRN!（英語版）（1999年8月26日、DC）
- クールボーダーズ ポケット（英語版）（2000年2月24日、NPC）
- スラッシャーSK8（英語版）（2000年3月4日、PS） - 原題は「スラッシャー　スケート・アンド・デストロイ」 (Thrasher: Skate and Destroy)
- クールボーダーズ4（英語版）（2000年3月9日、PS）
- クールボーダーズ CODE ALIEN（英語版）（2000年12月21日、PS2）

## アミューズメント機器
- ゴーゴーストライカー（1995年2月）
- ドアレット（1996年1月）
- ジャンケンマンエース（1996年3月）

## アミューズメント施設
- アミューズメントセンター・シャトル（富士宮市）
- ロッキーワールド 十条店（東京都北区）
- ロッキーワールド 庄原店（庄原市）
- ロッキーワールド 博多店（博多区）
- ロッキーワールド 高知店（高知市）

## パソコン周辺機器
- ビデオかん太くん（1996年11月）ビデオキャプチャカード
- VIDEO NT effect（1996年11月）ビデオキャプチャカード
- FilmPort USB（1999年）PCカードリーダー